# کلوس فرالبرگ
کلوس فرالبرگ (به آلمانی: Klaus) یک منطقهٔ مسکونی در اتریش است که در ناحیه فلدکیرش واقع شده‌است. کلوس فرالبرگ ۵٫۲۴ کیلومتر مربع مساحت دارد ۵۰۷ متر بالاتر از سطح دریا واقع شده‌است.